# Исанти (тауншип, Миннесота)
Иса́нти (англ. Isanti) — тауншип в округе Исанти штата Миннесота (США). В 2010 году его население составляло 2244 человека.
Имя тауншипа, как и округа, произошло от устаревшего названия племени индейцев сиу, которое проживало на реке Рам и озёрах Милл-Лакс.

## География
По данным Бюро переписи населения США площадь тауншипа составляет 81,5 км², из которых 79,3 км² занимает суша, а 2,2 км² — вода (2,70 %).

## Население
По данным переписи 2010 года население Исанти составляло 2244 человека (из них 50,5 % мужчин и 49,5 % женщин), было 807 домашних хозяйств и 620 семей. Расовый состав: белые — 96,7 %, афроамериканцы — 0,6 %, коренные американцы — 0,7 %, азиаты — 0,6 и представители двух и более рас — 1,0 %.
Из 807 домашних хозяйств 62,2 % представляли собой совместно проживающие супружеские пары (25,1 % с детьми младше 18 лет), в 6,8 % домохозяйств женщины проживали без мужей, в 4,8 % домохозяйств мужчины проживали без жён, 26,3 % не имели семьи. В среднем домашнее хозяйство вели 2,74 человека, а средний размер семьи — 3,14 человека. В одиночестве проживали 26,3 % населения, 6,3 % составляли одинокие пожилые люди (старше 65 лет).

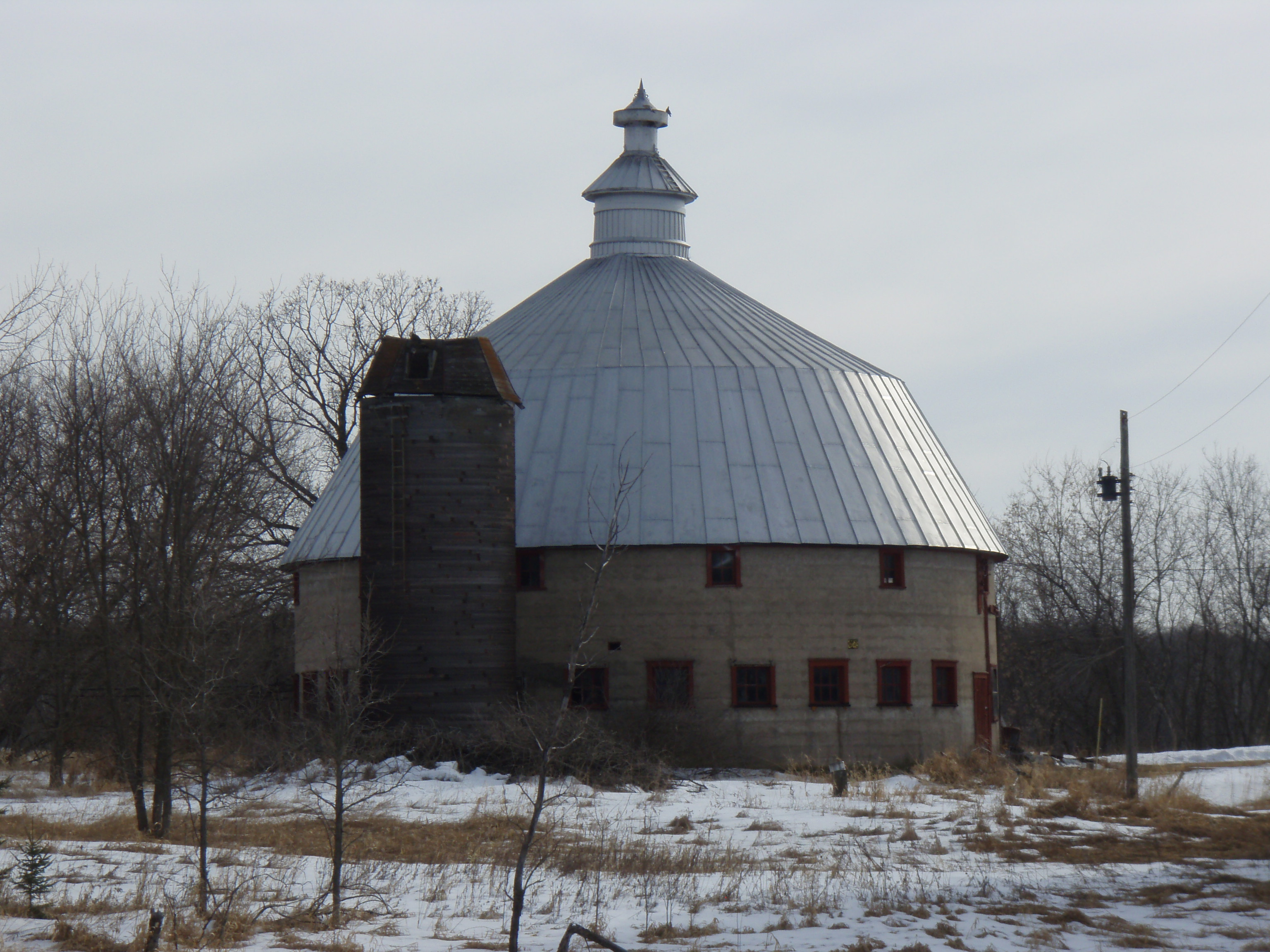
Амбар на территории тауншипа, внесённый в Национальный реестр исторических мест

Население города по возрастному диапазону распределилось следующим образом: 24,7 % — жители младше 18 лет, 55,4 % — от 18 до 65 лет, и 9,9 % — в возрасте 65 лет и старше. Средний возраст населения — 40,7 года. На каждые 100 женщин приходилось 102,2 мужчины, при этом на 100 совершеннолетних женщин приходилось уже 102,6 мужчин сопоставимого возраста.
В 2014 году из 2157 трудоспособных жителей старше 16 лет имели работу 1504 человека. При этом мужчины имели медианный доход в 50 750 долларов США в год против 37 619 долларов среднегодового дохода у женщин. В 2014 году медианный доход на семью оценивался в 95 208 $, на домашнее хозяйство — в 86 154 $. Доход на душу населения — 31 677 $. 0,7 % от всего числа семей и 3,2 % от всей численности населения находилось на момент переписи за чертой бедности.